# Портрет Біндо Альтовіті

«Портрет Біндо Альтовіті» (італ. Ritratto di Bindo Altoviti) — портрет пензля італійського живописця Рафаеля Санті пізнього етапу творчості. Один з найкращих портретів доби Високого Відродження Італії та мистецтва портрета взагалі.

## Портрети Рафаеля
Рафаель намалював небагато станкових портретів. Значно більше їх лише на фресках в Ватикані. Здається, він брався за їх створення не дуже охоче, хоча їх добре оплачували. Майже всі вони поясні. Як правило, модель зручно розміщувалася в кріслі (Анджело Доні, дружина Доні-Маддалена, Донна Велата, кардинали, делла Ровере). Ранішніх портретів мало, серед них і його автопортрет у 16—17 років.

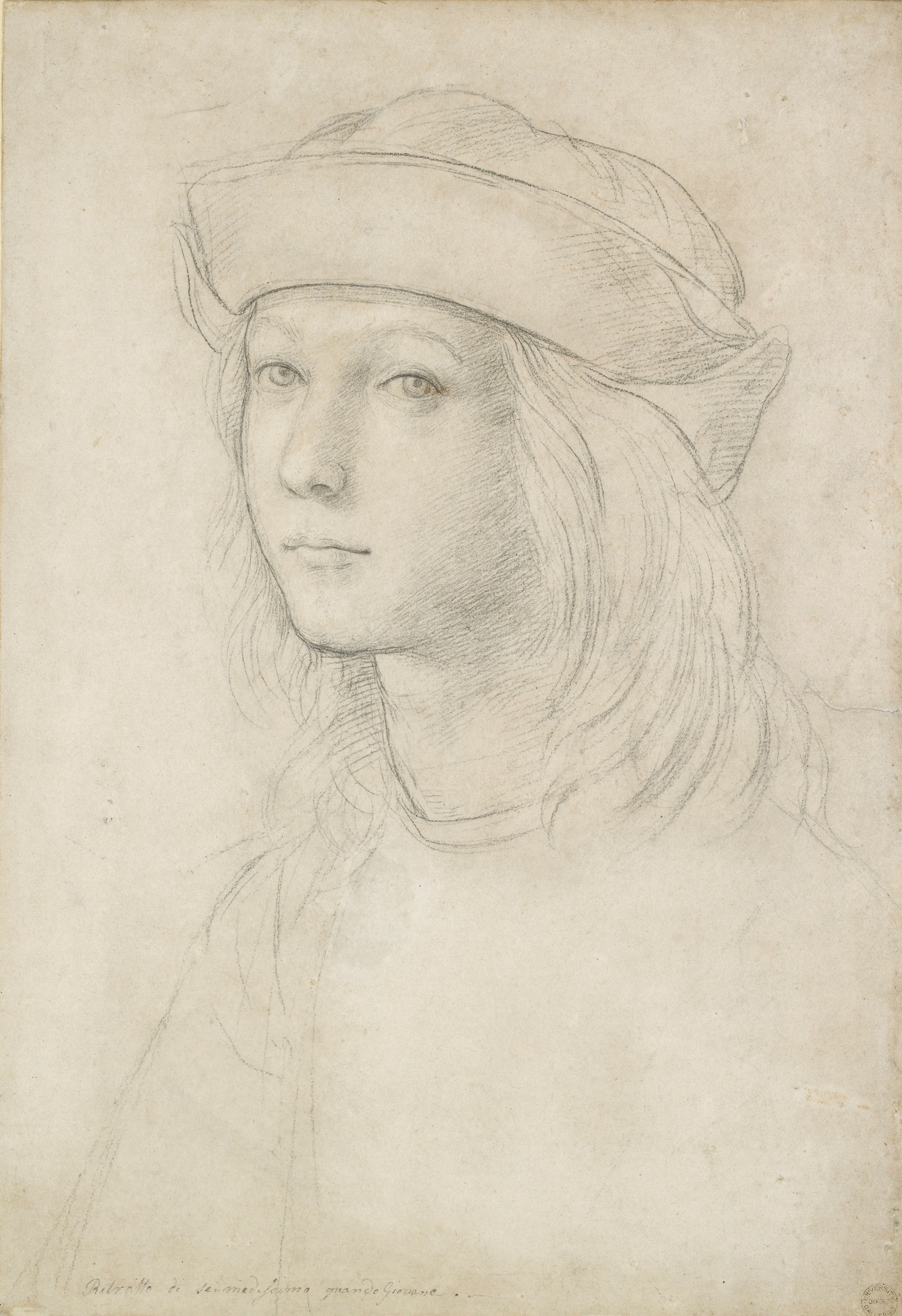
Автопортрет у віці 16—17 років, малюнок
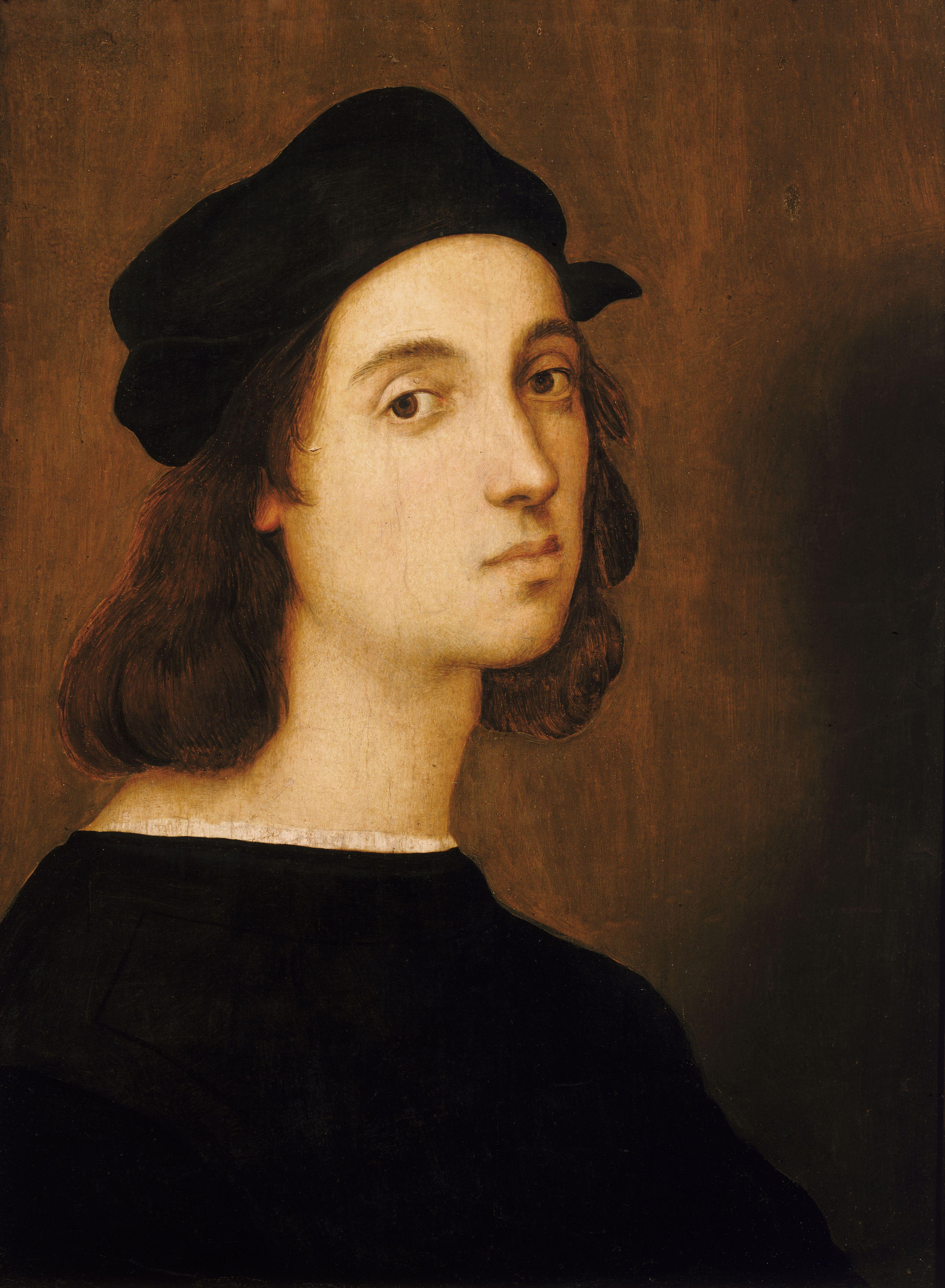
Автопортрет (в Римі?).

А портрет похмурого сеньйора (Галерея Уффіці, Флоренція) ніяк не продатують остаточно. Якщо він 1480-х років, то його автор не Рафаель, бо був ще просто дитиною. І тоді його створив Лоренцо ді Креді, а модель — сам Андреа Вероккіо. Якщо портрет 1500-х років, то, можливо, він твір Рафаеля, тільки не Перуджино, вчитель Рафаеля, а хтось інший.
Престижна праця в Ватикані та наближеність до папи римського обумовили і коло його замовників. Це вибагливі кардинали, римські аристократи, можновладці, дипломати. Як правило, це впливові особи з високою освітою чи люди, що вершать політику або дуже наближені до неї. 
Рано позбавлений батьківської любові і опіки, Рафаель штучно уникав драматичних сцен, людських трагедій, невдоволення страшною дійсністю зламу 15—16 століть. Навіть про його ранішній автопортрет в Римі неможливо нічого розповісти (молодий і цнотливий), настільки все приховане. Але в цю бездоганність не віриш, бо вона маска.
Ніхто на його портретах не здатен на активні рухи. Деяка скутість, малорухомість взагалі характерна для всіх його портретів. Винятком став автопортрет зі вчителем фехтування (Лувр, Париж), але і тут прихованість існує перш за все.

## Біндо Альтовіті
Інколи сама модель давала підстави розкрити душу більше, на грані дозволеного. Так виник портрет Біндо Альтовіті (Вашингтон, США). Він син багатих батьків і сам банкір. Як ніхто, родина Альтовіті знає вагу золота і утаємничених знань, страшні таємниці римських вельможних родин, підкупи, їх розпусту, цинізм і показову шляхетність. Модно одягнений, з довгим волоссям молодик дивиться тривожно і допитливо. Навіть заможна родина і великі гроші не позбавили особу від тривог, невдоволення дійсністю, розчарування у багатому, але небезпечному оточенні Риму, де нікому не можна довіряти.
Біндо Альтовіті переживе смерть Рафаеля, ганебне Пограбування Риму, народження маньєризму в Італії. Буде спілкуватися з деякими майстрами маньєризму. Серед них художник Джироламо да Карпі, що теж портретував Альтовіті. У похилому віці він замовить бронзове погруддя самому Бенвенуто Челліні. З 20 століття воно теж зберігається в США (музей Гарднер, Бостон).